# Взрывы газа в Реткине
Взрывы газа в жилом комплексе «Реткиня» — два взрыва газа, произошедшие в жилых домах в Лодзи 22 января 1982 года и 7 декабря 1983 года. Во втором случае взрыв вызвал полное обрушение двух из шести подъездов пятиэтажного дома, ведущих в общей сложности в двадцать квартир. Основной причиной катастроф стало неправильное проектное решение и реализация системы газоснабжения в жилом массиве «Реткиня». После определения главной причины взрывов радикальные изменения системы газоснабжения произошли по всей Польше.

## Взрыв 22 января 1982 года

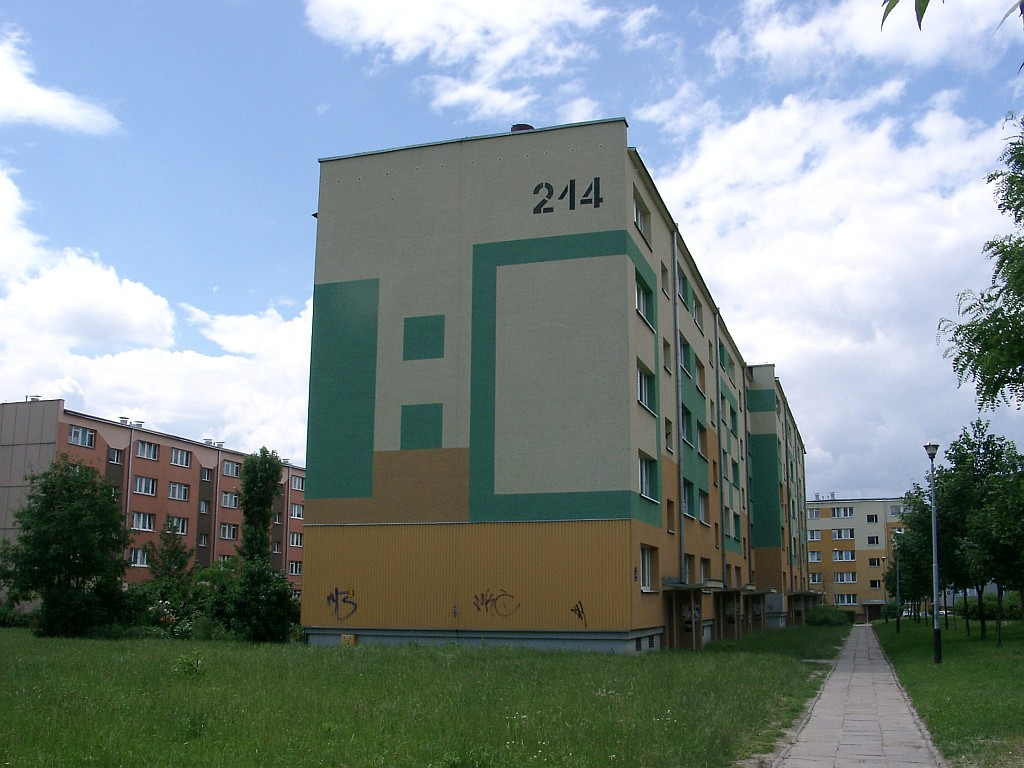
Дом № 214, ул. Армии Крайовой, Лодзь. 24 июня 2007 года.

Взрыв произошёл около 10:45 в многоэтажном доме № 3 по ул. Флористов. Было установлено, что в результате коррозии наружной сети газ пробрался по трубопроводу отопления в подвал, где скопился до взрывоопасной концентрации. Взрыв разрушил весь цокольный этаж, но не повредил несущие стены, что предотвратило обрушение здания.
В результате взрыва погибли два человека:
- Юзеф Ситек (55 лет);
- Йоханна Ситек (81 год), мать Юзефа.

## Взрыв 7 декабря 1983 года
Взрыв произошёл около 13:38 в доме № 214 по ул. Дзержинского (ныне улица Армии Крайовой).
Причиной катастрофы стало повреждение экскаватором соединения газовой системы при выполнении работ по осушению затопленных подвалов здания. Экскаватор наехал на ковш с трубой газопровода, не отмеченной в документации, что привело к разгерметизации внутренней газовой установки в подвале блока, выбросу газа и образованию взрывоопасной концентрации. Экскаваторщик сообщил о происшествии в аварийную газовую службу, однако диспетчер не смог немедленно выслать аварийную бригаду, так как та устраняла аварию в другом районе города. Вторая смена аварийщиков могла прибыть на место лишь к 14:00, поэтому диспетчер призвал жителей немедленно покинуть свои квартиры. Непосредственной причиной взрыва, по предположениям, могла стать искра, возникшая при нажатии дверного звонка одним из пострадавших.
В результате взрыва на месте погибли 6 человек. Янина Каминьская погибла во время спасательной операции. Во второй половине дня её голос был слышен в глубине завалов, куда спасатели ещё не могли добраться. Её обгоревшее тело было извлечено на следующий день в 9:30. Дариуш Кашуба умер через два дня в больнице в связи с гематомой головного мозга и обморожением, которое вызвало почечную недостаточность. Сильнее всех пострадала семья проф. Станислава Герстманна — погиб он, его жена, сыновья (один из них приехал навестить родителей) и внук.
Список погибших:
- Станислав Герстманн (72 года);
- Хелена Герстманн (70 лет);
- Кшиштоф Герстманн (35 лет);
- Пшемыслав Герстманн (31 год);
- Варфоломей Герстманн (3 года);
- Станислава Дзёрдзинская (71 год);
- Янина Каминьская (54 года);
- Дариуш Кашуба (13 лет).

По итогам расследования было принято решение:

«Установить запорную газовую арматуру снаружи каждого здания и обозначить её соответствующим образом, а также снизить давление в газопроводах, непосредственно питающих населённые пункты».
После удаления завалов недостающая часть дома была восстановлена в июне 1984 года.